# Pelutan (Pemalang)
Pelutan is een bestuurslaag in het regentschap Pemalang van de provincie Midden-Java, Indonesië. Pelutan telt 23.576 inwoners (volkstelling 2010).